# Gail Mathurin
Gail Mathurin (sinh năm 1960) là một đại sứ người Jamaica.
- Từ năm 1998 đến 2002, bà là Giám đốc cấp cao, Bộ Ngoại thương, Bộ Ngoại giao và Ngoại thương.
- Từ 2002 đến 2005, bà là Thư ký, Bộ Ngoại thương, Đại sứ đàm phán đối ngoại, Bộ Ngoại giao và Ngoại thương, Đại sứ không thường trú tại Argentina, Brazil và Uruguay.
- Từ tháng 4 năm 2005 đến tháng 9 năm 2006, cô là Cao ủy tại Luân Đôn.

 và Đại sứ không thường trú tại Đan Mạch, Phần Lan, Na Uy và Tây Ban Nha.
- Từ năm 2006 đến 2 tháng 7 năm 2007 cô là Đại diện thường trực tại Văn phòng Liên hợp quốc tại Geneva và Đại diện thường trực cho Tổ chức Thương mại Thế giới.
- Từ 2 tháng 7 năm 2007 đến 2 tháng 7 năm 2007 cô là Đại diện thường trực tại Văn phòng Liên hợp quốc tại Vienna.[2]